# Rakówka (gromada)
Rakówka – dawna gromada, czyli najmniejsza jednostka podziału terytorialnego Polskiej Rzeczypospolitej Ludowej w latach 1954–1972.
Gromady, z gromadzkimi radami narodowymi (GRN) jako organami władzy najniższego stopnia na wsi, funkcjonowały od reformy reorganizującej administrację wiejską przeprowadzonej jesienią 1954 do momentu ich zniesienia z dniem 1 stycznia 1973, tym samym wypierając organizację gminną w latach 1954–1972.
Gromadę Rakówka z siedzibą GRN w Rakówce utworzono – jako jedną z 8759 gromad na obszarze Polski – w powiecie biłgorajskim w woj. lubelskim na mocy uchwały nr 6 WRN w Lublinie z dnia 5 października 1954. W skład jednostki weszły obszary dotychczasowych gromad Przymiarki, Rakówka i Zawadka ze zniesionej gminy Księżpol w tymże powiecie. Dla gromady ustalono 11 członków gromadzkiej rady narodowej.
1 stycznia 1960 gromadę zniesiono, włączając jej obszar do gromady Księżpol w tymże powiecie.